# Pedro Gailhard
Pierre Samson Gailhard, detto Pedro (Tolosa, 1848 – Parigi, 1918), è stato un basso e direttore teatrale francese.
La sua formazione iniziò presso la città natale e proseguì nel Conservatorio di Parigi, dove ebbe come maestri Revial, Couderc e Duvernoy. Dotato di un'eccezionale voce di basso, Pedro Gailhard debuttò all'Opéra-Comique nel 1867, come Falstaff ne Le songe d'une nuit d'été di Ambroise Thomas. Si esibì quindi all'Opéra de Paris, dove esordì nel 1871 interpretando il ruolo di Mefistofele nel Faust di Charles Gounod. Particolarmente famosa è la sua interpretazione di Leporello nel Don Giovanni di Mozart.
Oltre che stimato cantante, è stato direttore dell'Opéra de Paris dal 1884 al 1908 e dal 1893 al 1907. Viene menzionato proprio in questo ruolo nel romanzo Il fantasma dell'Opera di Gaston Leroux. Successivamente ha diretto il Conservatorio di New York.

## Fonti
- Anne-Marie Gouiffes, Pedro Gailhard, un artiste lyrique à la direction de l'Opéra de Paris. 1884-1907, 2000, tesi di laurea, prof. D. Pistone, Université Paris Sorbonne.